# Stenocereus griseus
Stenocereus griseus ist eine Pflanzenart aus der Gattung Stenocereus in der Familie der Kakteengewächse (Cactaceae). Das Artepitheton griseus stammt aus dem Lateinischen, bedeutet ‚grau‘ und verweist die Dornen der Art. Ein spanischer Trivialname ist „Pitayo de Mayo“.

## Beschreibung
Stenocereus griseus wächst baumförmig mit verzweigten Trieben und erreicht Wuchshöhen von 6 bis 9 Meter. Es wird ein deutlicher Stamm ausgebildet. Die aufrechten grünen, etwas glauken Triebe weisen Durchmesser von 9 bis 12 Zentimeter auf. Es sind sechs bis zehn, unterhalb der Areolen ausgebauchte Rippen vorhanden. Die ein bis drei Mitteldornen sind bis 1,5 Zentimeter lang. Der längste von ihnen hat eine Länge von bis zu 4 Zentimeter. Die sechs bis elf Randdornen sind 6 bis 10 Millimeter lang.
Die breit trichterförmigen, weißen Blüten öffnen sich in der Nacht und bleiben bis zum nächsten Mittag geöffnet. Ihre Blütenhüllblätter sind zurückgebogen. Die Blüten sind bis zu 10 Zentimeter lang. Die kugelförmigen bis länglichen, gelblich grünen bis roten oder dunkelpurpurfarbenen Früchte erreichen einen Durchmesser von bis zu 5 Zentimeter. Sie sind mit Dornen besetzt, die bei Reife abfallen. Das Fruchtfleisch ist rot.

## Verbreitung, Systematik und Gefährdung
Stenocereus griseus ist in Venezuela in den Küstengebieten und deren vorgelagerten Inseln verbreitet. In Mexiko ist die Art eingebürgert.
Die Erstbeschreibung als Cereus griseus erfolgte 1812 durch Adrian Hardy Haworth. Franz Buxbaum stellte die Art 1961 in die Gattung Stenocereus. Weitere nomenklatorische Synonyme sind Lemaireocereus griseus (Haw.) Britton & Rose (1909), Neolemaireocereus griseus (Haw.) Backeb. (1944), Ritterocereus griseus (Haw.) Backeb. (1951), Rathbunia grisea (Haw.) P.V.Heath (1992), Griseocactus griseus (Haw.) Guiggi (2012), Griseocereus griseus (Haw.) Guiggi (2012) und Neogriseocereus griseus (Haw.) Guiggi (2013).
In der Roten Liste gefährdeter Arten der IUCN wird die Art als „Least Concern (LC)“, d. h. als nicht gefährdet geführt.

## Nutzung
Stenocereus griseus wird in weiten Teilen Mexikos aufgrund der essbaren Früchte kultiviert.

## Nachweise

## Weiterführende Literatur
- Paolo Ramoni-Perazzi, Guillermo Bianchi-Ballesteros: The Cactus Stenocereus griseus (Haworth), 1812: An Interesting Case from the Point of View of Seed Dispersion Syndromes. In: Caribbean Journal of Science. Band 40, Nummer 1, 2004, S. 17–22, PDF; 76 kB.